# ソウル社稷壇

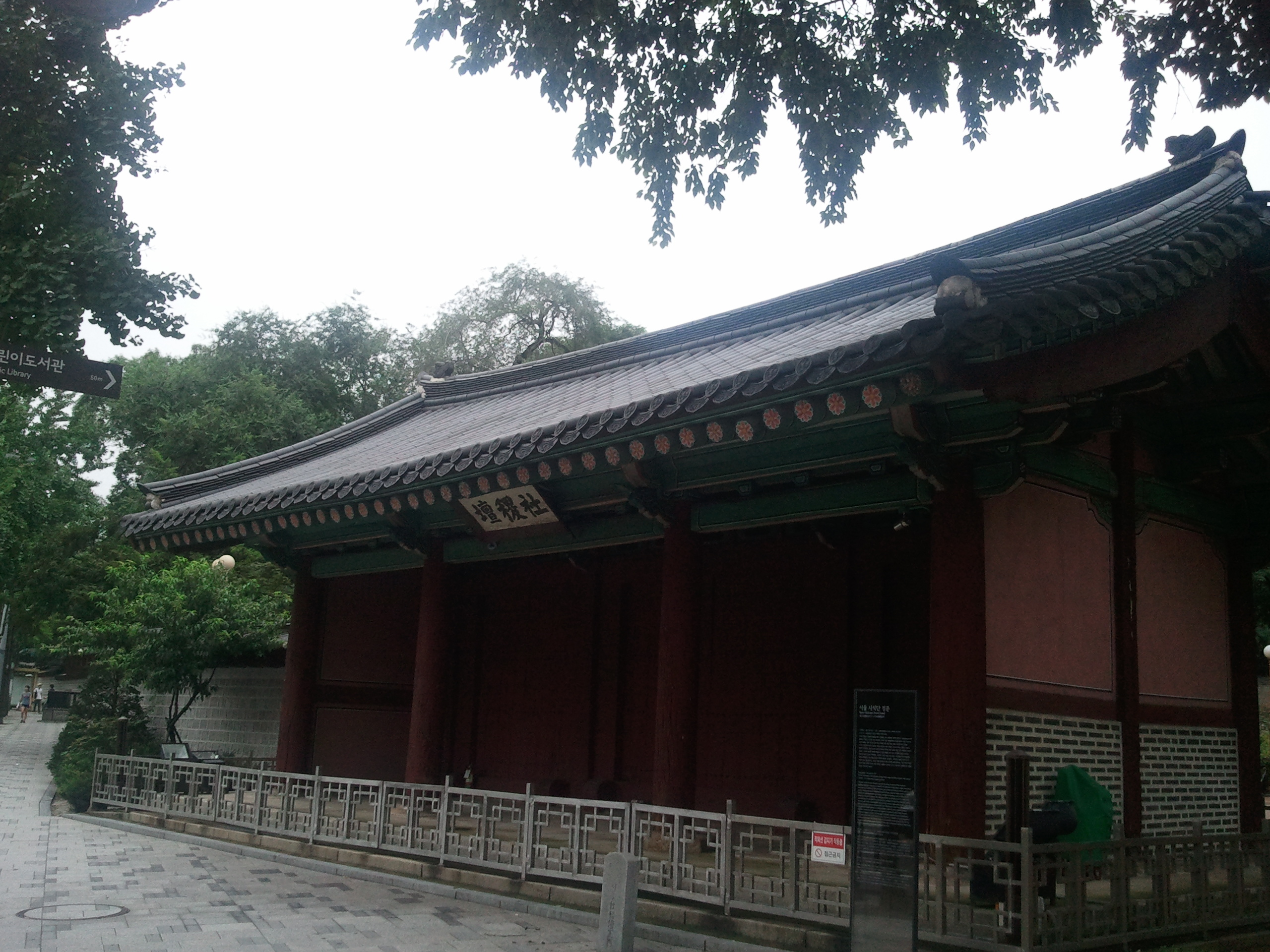

ソウル社稷壇（ソウルしゃしょくだん、ソウルサジクタン、서울 사직단）は、李氏朝鮮時代、国家として土地の神である「社」と、穀食の神である「稷」に対して祭祀をおこなった場所である。

## 歴史
李氏朝鮮の初代国王である太祖（李成桂）が、漢陽（現在のソウル）に都邑を定めたおり、周礼の「左廟右社」の原則にのっとり、景福宮の東側に宗廟を、西側に社稷壇を設けたのが始まりである。
社稷壇は2重の柵に囲まれており、柵の四方には紅箭門（ホンサルムン、屋根が無く桟がついている赤い門）が設けられている。土地の神に祭祀をおこなう社壇は東側に、穀食の神に祭祀をおこなう稷壇は西側に配置され、壇の形は「空は丸く地は四角い」という「天円地方」説に基づき方形で造られた。壇の周りは3段の石段が取り囲み、壇の上は各方角により黄、青、白、赤、黒の5色の土で覆った。
最初に建立されたとき、壇の周辺には東・西・北側の山のへりに沿い囲いをめぐらし、その中に神室を置いたが、文禄・慶長の役の際、神室などは焼失した。第14代国王である宣祖の末になりようやく修復され、歴代国王の世にまたがり修理が続けられた。神門は単層の切妻屋根で、元の位置より若干後退している。
日本の統治時代に、都市計画により、公園にされ面積が縮小された。以後1980年代末に社稷壇の整備事業が進められ、壇とその周辺が一部復元された。文化財保護施設として指定されているために、一般人の直接の立ち入りや通行はできない代わりに、社稷壇のホンサルムンや石垣ごしに祭壇の姿を見ることができる。

## 参考
- ソウルの文化財、遺跡名所 ソウル特別市 (2012年6月22日閲覧)